# Planet Michael
Planet Michael é um MMORPG inspirado na vida e obra de Michael Jackson. O título utiliza a mesma engine e estratégia comercial Entropia Universe — MMORPG sueco que aposta no sistema “grátis para jogar”, com microtransações liberadas entre os jogadores.
Apesar da ambientação surreal o jogo contará com todos os elementos de um MMO tradicional: missões, coleta de recursos, manufatura de itens e assim por diante — entretanto tudo se baseia nas diferentes fases da carreira do cantor.

## Sobre o Jogo
O jogo é um MMO (jogo online para múltiplos jogadores) gratuito previsto para 2011 para PC. Por enquanto nenhuma versão para consoles foi anunciada. Ele será desenvolvido pela SEE Virtual Worlds e será “baseado em visuais icônicos da música de Michael, na sua vida e nos problemas globais que o preocupavam”. A empresa afirma que “Planet Michael” foi desenvolvido para “construir um ambiente interativo em que os fãs de todo o mundo se reúnam para afirmar sua dedicação ao longo da vida de Michael e construir amizades em níveis globais”.
Assim como outros MMOs, “Planet Michael” terá sistema de transações dentro do jogo, como compra de itens, acessórios e vestimentas do astro, além de um sistema de profissões para os jogadores escolherem.